# Arbasus caecus
Arbasus caecus is een hooiwagen uit de familie Travuniidae. De wetenschappelijke naam van Arbasus caecus gaat terug op Simon.